# 莊錫舍
莊錫舍，福建省泉州府晉江縣人，居於臺灣府鳳山縣埤頭莊，清朝乾隆年間民变领袖。林爽文事件時與莊大田於鳳山起兵響應，為莊大田勢力中的泉州籍首領，因與莊大田有嫌隙，圍攻臺灣府城時向守軍閩浙總督常青請降。